# Gene Autry
 (août 2015).
Si vous disposez d'ouvrages ou d'articles de référence ou si vous connaissez des sites web de qualité traitant du thème abordé ici, merci de compléter l'article en donnant les références utiles à sa vérifiabilité et en les liant à la section « Notes et références ».
Pour les articles homonymes, voir Autry (homonymie).

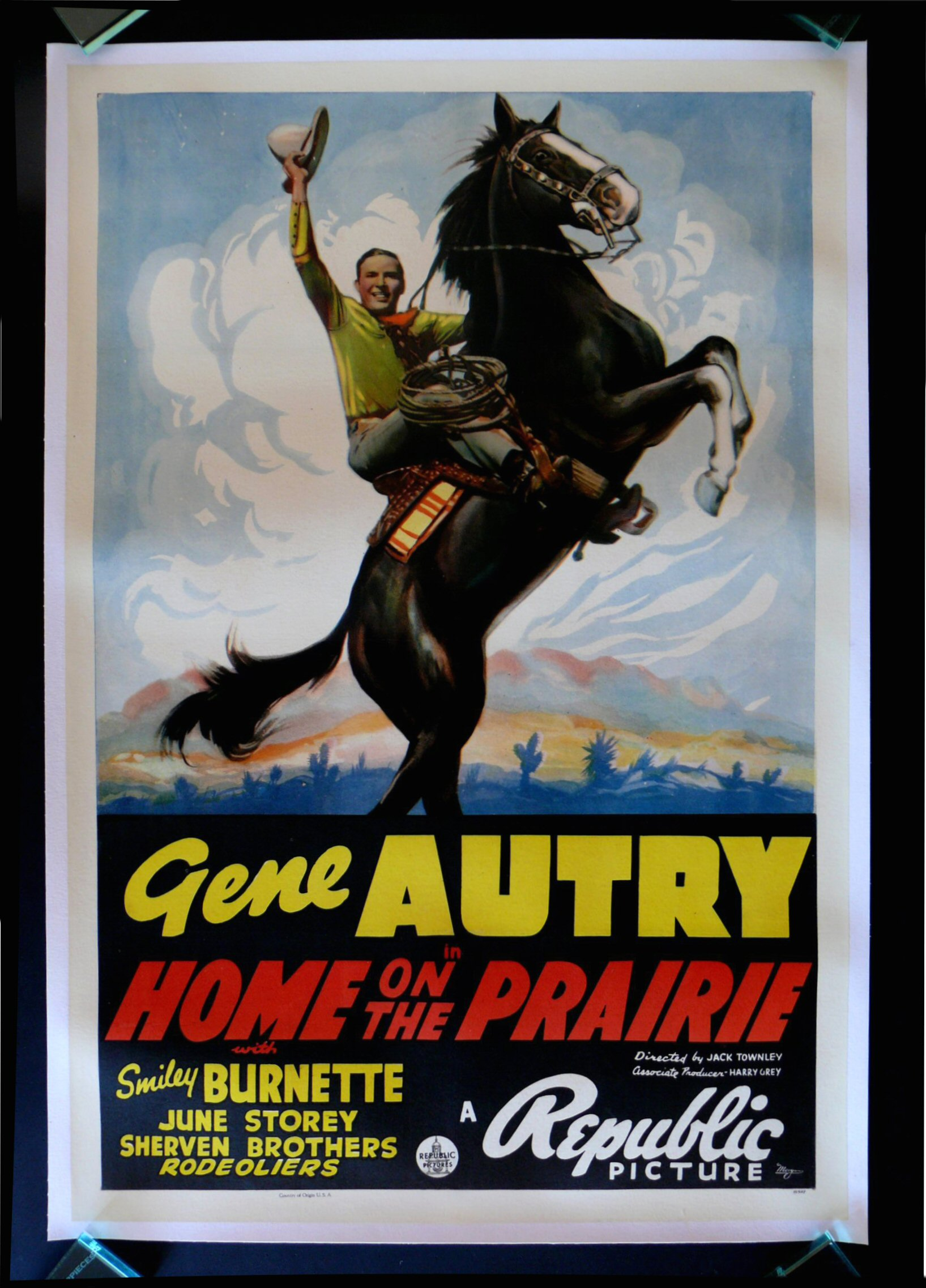
Home on the Prairie.

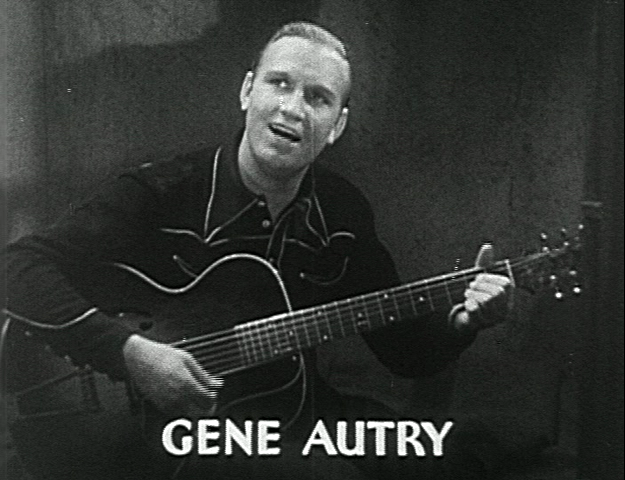
Gene Autry dans Oh, Susanna! (1936).

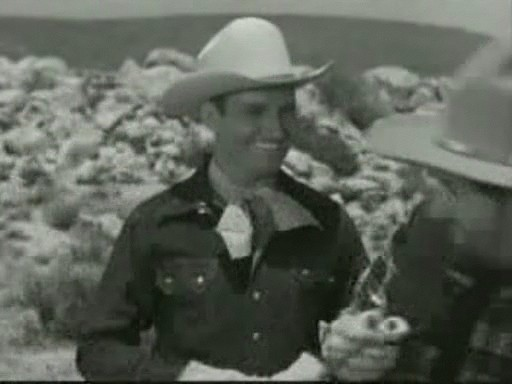
Gene Autry.

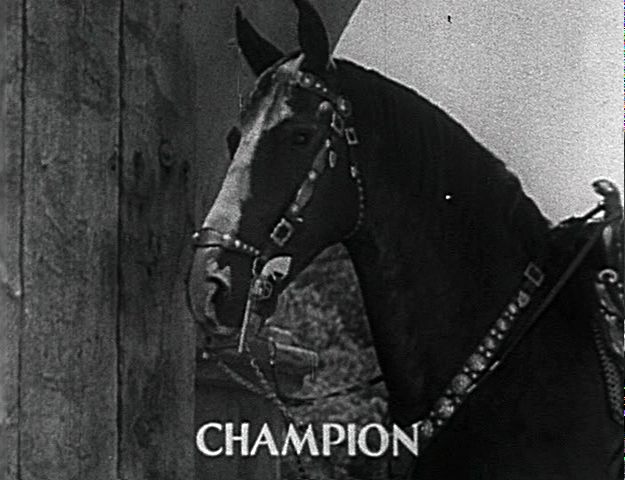
Champion, le cheval de Gene Autry.

Gene Autry, (1907-1998) est un cow-boy chantant d'Hollywood. Son œuvre enregistrée s'étend de 1929 aux années 1960 et comprend, à côté de morceaux aujourd'hui bien désuets, nombre de belles réussites. Ses premières œuvres abondent en blues à la façon de son idole Jimmie Rodgers et ont en partie été rééditées sur Gene Autry : The Blues Singer (Columbia). Le titre Rudolph the Red-Nosed Reindeer s'est classé à la première place des ventes de disques aux États-Unis en janvier 1950.
Gene Autry est le seul artiste à avoir reçu une étoile dans les cinq catégories sur le Walk of Fame (Hollywood). pour le cinéma, la télévision, la musique, la radio, et en direct performance. La ville de Gene Autry, dans l'Oklahoma, est nommée en son honneur, de même que l'enceinte de Gene Autry à Mesa, en Arizona. Il existe également un musée qui lui est dédié à Los Angeles, le Gene Autry Western Heritage Museum qui a ouvert ses portes en 1988. En 2003, le musée a été rebaptisé The Autry Museum of the American West.

## Biographie
Orvon Grover Autry est né le 29 septembre 1907 près de Tioga, dans le comté de Grayson, dans le nord du Texas, petit-fils d'un prédicateur méthodiste. Ses parents, Delbert Autry et Elnora Ozment, ont déménagé dans les années 1920 à Ravia, dans le Comté de Johnston, dans le sud de l'Oklahoma. Il a travaillé dans le ranch de son père pendant ses études. Après avoir quitté le lycée en 1925, Autry travailla comme télégraphiste pour le chemin de fer Saint-Louis - San Francisco. Son talent à chanter et à jouer de la guitare l'a amené à se produire lors de danses locales.

## Discographie

### Chansons phares
- Back in the Saddle Again
- Rudolph the Red-Nosed Reindeer

## Filmographie

### Comme acteur

#### Télévision
- 1985 : All American Cowboy

#### Cinéma
- 1934 : In Old Santa Fe de David Howard : Gene Autry, Guest Singer
- 1934 : Le Mystère du Colorado (en) (Mystery Mountain) d'Otto Brower : Thomas, Lake teamster [Chs. 6-8, 12]
- 1935 : L'Empire des fantômes (The Phantom Empire) d'Otto Brower : Gene Autry

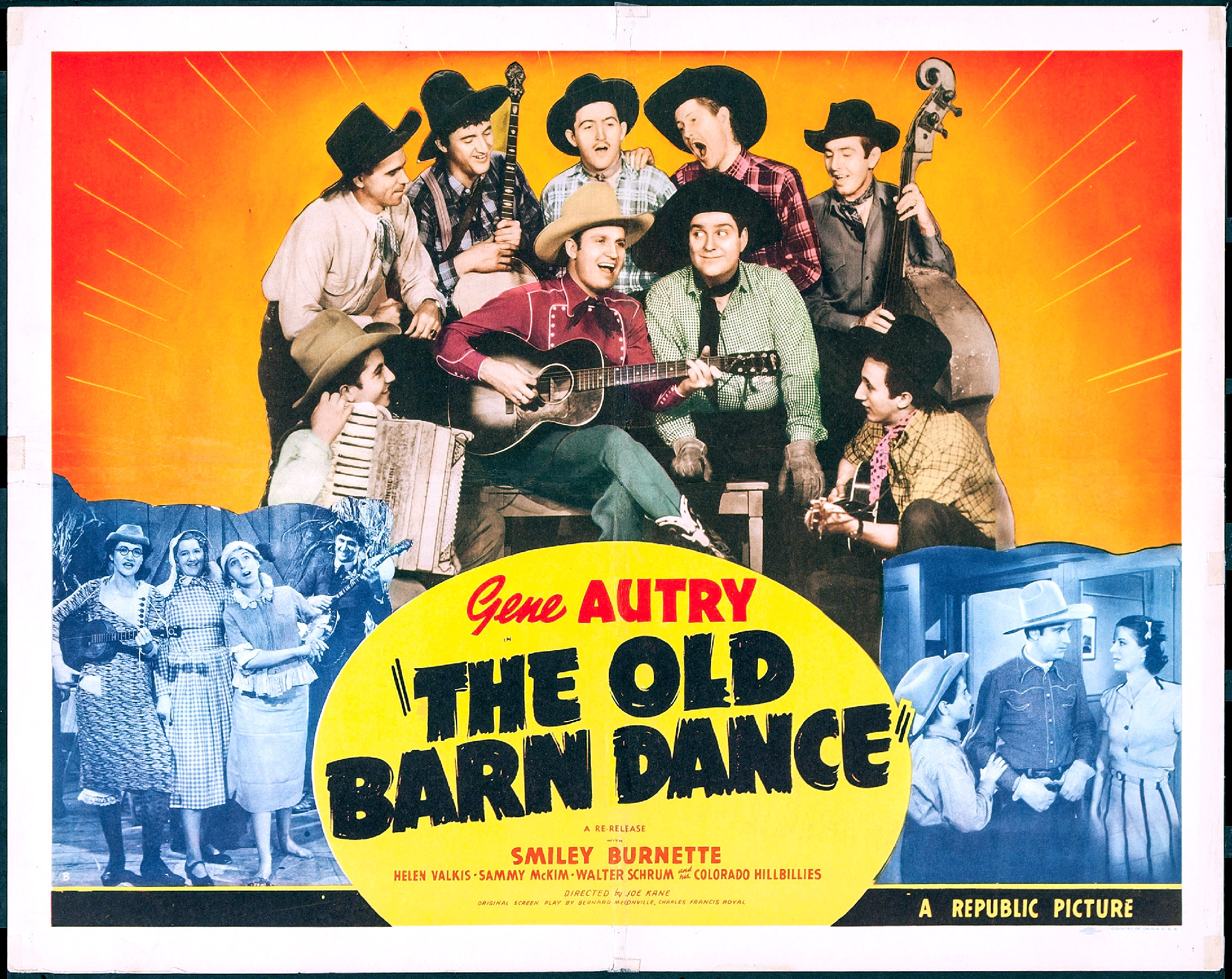
The Old Barn Dance (1938).

- 1935 : Le Chant du Far West (Tumbling Tumbleweeds) de Joseph Kane : Gene Autry
- 1935 : Melody Trail (en) de Joseph Kane : Gene Autry
- 1935 : The Sagebrush Troubadour (en) de Joseph Kane : Gene Autry
- 1935 : The Singing Vagabond (en) de Carl Pierson : Captain Tex Autry
- 1936 : Vallée de la Rivière Rouge (en) (Red River Valley) de William Reeves Easton : Gene Autry
- 1936 : Deux Nigauds chez les barbus (Comin' Round the Mountain) de Charles Lamont : Gene Autry
- 1936 : The Singing Cowboy (en) de Mack V. Wright : Gene Autry
- 1936 : Guns and Guitars de Joseph Kane : Gene Autry
- 1936 : Oh, Susanna! de Joseph Kane : Gene Autry aka Tex Smith
- 1936 : Ride Ranger Ride (en) de Joseph Kane : Texas Ranger Gene Autry
- 1936 : The Big Show de Mack V. Wright : Gene Autry / Tom Ford
- 1936 : The Old Corral (en) de Joseph Kane : Sheriff Gene Autry
- 1937 : Git Along, Little Dogies (en) de Joseph Kane : Gene Autry, Circle A Ranch Owner
- 1937 : Round-Up Time in Texas (en) de Joseph Kane : Gene Autry
- 1937 : Rootin' Tootin' Rhythm (en) de Mack V. Wright : Gene Autry
- 1937 : Yodelin' Kid from Pine Ridge (en) de Joseph Kane : Gene Autry
- 1937 : Public Cowboy No. 1 (en) de Joseph Kane : Deputy Sheriff Gene Autry
- 1937 : Le Champion (Boots and Saddles) de Joseph Kane : Gene Autry
- 1937 : Springtime in the Rockies de Joseph Kane : Gene Autry

- 1938 : The Old Barn Dance (en) de Joseph Kane : Gene Autry
- 1938 : Gold Mine in the Sky (en) de Joseph Kane : Gene Autry
- 1938 : Man from Music Mountain (en) de Joseph Kane : Gene Autry
- 1938 : Prairie Moon (en) de Ralph Staub : Gene Autry
- 1938 : Rhythm of the Saddle (en) de George Sherman : Gene Autry
- 1938 : Western Jamboree (en) de Ralph Staub : Gene Autry
- 1939 : Home on the Prairie (en) de Jack Townley (en) : Gene Autry
- 1939 : Mexicali Rose de George Sherman : Gene Autry
- 1939 : Blue Montana Skies (en) de B. Reeves Eason : Gene Autry
- 1939 : Mountain Rhythm (en) de B. Reeves Eason : Gene Autry
- 1939 : Colorado Sunset de George Sherman : Gene Autry
- 1939 : In Old Monterey (en) de Joseph Kane : Sergeant Gene Autry
- 1939 : Rovin' Tumbleweeds de George Sherman : Gene Autry
- 1939 : South of the Border de George Sherman : Gene Autry
- 1940 : Rancho Grande (en) de Frank McDonald : Gene Autry
- 1940 : Shooting High (en) d'Alfred E. Green : Will Carson
- 1940 : Gaucho Serenade (en) de Frank McDonald : Gene Autry
- 1940 : Carolina Moon (en) de Frank McDonald : Gene Autry
- 1940 : Ride Tenderfoot Ride (en) de Frank McDonald : Gene Autry
- 1940 : Melody Ranch (en) de Joseph Santley : Gene Autry
- 1941 : Ridin' on a Rainbow (en) de Lew Landers : Gene Autry
- 1941 : Back in the Saddle (en) de Lew Landers : Gene Autry
- 1941 : The Singing Hill (en) de Lew Landers : Gene Autry
- 1941 : Sunset in Wyoming (en) de William Morgan : Gene Autry
- 1941 : Under Fiesta Stars (en) de Frank McDonald : Gene Autry
- 1941 : ''Down Mexico Way (en) de Joseph Santley : Gene Autry
- 1941 : Sierra Sue (en) de William Morgan : Gene Autry
- 1942 : Cowboy Serenade (en) de William Morgan : Gene Autry
- 1942 : Heart of the Rio Grande (en) de William Morgan : Gene Autry
- 1942 : Home in Wyomin' (en) de William Morgan : Gene Autry
- 1942 : Stardust on the Sage (en) de William Morgan : Gene Autry
- 1942 : Call of the Canyon (en) de Joseph Santley : Gene Autry
- 1942 : Bells of Capistrano (en) de William Morgan : Gene Autry
- 1946 : Sioux City Sue (en) de Frank McDonald : Gene Autry
- 1947 : Trail to San Antone (en) de John English : Gene Autry
- 1947 : Twilight on the Rio Grande (en) de Frank McDonald : Gene Autry
- 1947 : Saddle Pals (en) de Lesley Selander : Gene Autry
- 1947 : Robin Hood of Texas (en) de Lesley Selander : Gene Autry
- 1947 : The Last Round-up (en) de John English : Gene Autry
- 1948 : The Strawberry Roan (en) de John English : Gene Autry
- 1948 : Loaded Pistols (en) de John English : Gene Autry
- 1949 : The Big Sombrero (en) de Frank McDonald : Gene Autry
- 1949 : Riders of the Whistling Pines (en) de John English : Gene Autry
- 1949 : Rim of the Canyon de John English : Gene Autry / Marshal Steve Autry
- 1949 : The Cowboy and the Indians (en) de John English : Gene Autry
- 1949 : Riders in the Sky (en) de John English : Gene Autry
- 1949 : Sons of New Mexico (en) de John English : Gene Autry
- 1950 : Mule Train (en) de John English : U.S. Marshal Gene Autry
- 1950 : Cow Town (en) de John English : Gene Autry
- 1950 : Beyond the Purple Hills (en) de John English : Gene Autry
- 1950 : Indian Territory (en) de John English : Gene Autry
- 1950 : The Blazing Sun (en) de John English : Gene Autry
- 1951 : Gene Autry and The Mounties (en) de John English : Gene Autry
- 1951 : Texans Never Cry (en) de Frank McDonald : Gene Autry
- 1951 : Whirlwind (en) de John English : Gene Autry aka The Whirlwind
- 1951 : Silver Canyon (it) de John English : Gene
- 1951 : The Hills of Utah (it) de John English : Dr Gene Autry
- 1951 : Valley of Fire (it) de John English : Gene Autry
- 1952 : The Old West (it) de George Archainbaud : Gene Autry
- 1952 : Night Stage to Galveston (it) de George Archainbaud : Gene Autry
- 1952 : Apache Country (it) de George Archainbaud : Gene Autry
- 1952 : Barbed Wire (en) de George Archainbaud : Gene Autry
- 1952 : Wagon Team (it) de George Archainbaud : Gene Autry
- 1952 : Blue Canadian Rockies (it) de George Archainbaud : Gene Autry
- 1953 : Winning of the West (it) de George Archainbaud : Gene Autry
- 1953 : On Top of Old Smoky (it) de George Archainbaud : Gene Autry
- 1953 : Goldtown Ghost Riders (it) de George Archainbaud : Gene Autry
- 1953 : Pack Train (it) de George Archainbaud : Gene Autry
- 1953 : Saginaw Trail (it) de George Archainbaud : Gene Autry
- 1953 : Last of the Pony Riders (it) de George Archainbaud : Gene Autry
- 1968 : Silent Treatment de Ralph Andrews : Gene Autry

### Compositeur
- 1935 : The Singing Vagabond (en)
- 1938 : Man from Music Mountain (en)
- 1939 : Rovin' Tumbleweeds
- 1941 : Ridin' on a Rainbow
- 1941 : Sierra Sue (en)
- 1942 : Strictly in the Groove (en)
- 1943 : Robin Hood of the Range (en)
- 1947 : Trail to San Antone (en)
- 1953 : Pack Train (it)
- 1977 : Les Faux-durs (Semi-Tough)
- 2003 : Here Comes Santa Claus (en)

### Producteur
- 1949 : Riders in the Sky (en)
- 1953 : Saginaw Trail (it)